# فقط برو
«فقط برو» (به انگلیسی: Just Walk Away) تک‌آهنگی از هنرمند اهل کانادا سلین دیون است که در ۲۳ اکتبر ۱۹۹۵ منتشر شد.